# Биттельман, Александр
Александр «Алекс» Биттельман (при рождении У́шер Абрамович Бительмахер; 1890 год, Бердичев, Киевская губерния, Российская империя — 1982 год, США) — американский политический деятель, писатель, теоретик и член центрального комитета коммунистической партии США.

## Биография
Родился в 1890 году в Бердичеве Киевской губернии Российской империи (ныне Украина), был старшим ребёнком в многодетной еврейской семье. Отец — Абрам Бительмахер, работал сапожником. Мать — Двойра Бительмахер, домохозяйка. Начал работать с восьми лет в типографии Гоцмана, рано начал участвовать в революционной деятельности отца, помогал ему организовывать забастовку представителей рабочих профессий. В тринадцать лет стал членом еврейской социалистической партии Бунд.
Сблизился с революционно настроенной интеллигенцией и подпольной группой РСДРП, а позже стал членом партии. В 1910 году попал в тюрьму за свою революционную деятельность, был осужден на ссылку в Архангельскую область. Соратники по партии организовали побег Биттельмана, после которого он иммигрировал в США.
В 1929—1931 годах являлся сотрудником аппарата Коминтерна. В течение нескольких лет работал в Москве, в 1930 году выезжал в Индию, а после возвращения курировал страны Латинской Америки.
В 1960 году исключен из коммунистической партии США.
Биттельман оставил неопубликованные мемуары «Things I Have Learned», рукопись хранится в трудовом архиве Роберта Ф. Вагнера в Нью-Йоркском университете.
Скончался в 1982 году.